# Votkinszki járás
A Votkinszki járás (oroszul Воткинский район [Votkinszkij rajon], udmurtul Вотка ёрос [Votka jorosz]) Oroszország egyik járása Udmurtföldön. Székhelye Votkinszk.

## Népesség
- 2002-ben 23 709 lakosa volt, melynek 71%-a orosz, 22,4%-a udmurt, 2%-a tatár.
- 2010-ben 24 114 lakosa volt, melyből 18 574 fő orosz, 4 380 udmurt, 517 tatár stb.